# Hymenophyllum flabellatum
Hymenophyllum flabellatum là một loài dương xỉ trong họ Hymenophyllaceae. Loài này được Labill. mô tả khoa học đầu tiên.
Danh pháp khoa học của loài này chưa được làm sáng tỏ. 